# Graf von Harcourt
Der Titel Graf von Harcourt (Comte d’Harcourt) ist ein normannischer und später französischer Adelstitel, der seit dem März 1338 existiert, als die Herrschaft Harcourt mit den Herrschaften Lillebonne, Troispierres, La Saussaye und Elbeuf zusammengelegt und zur Grafschaft erhoben wurde.
Als der Wikinger Rollo im Jahr 911 durch den Vertrag von Saint-Clair-sur-Epte die Gebiete zugesprochen bekam, die später die Normandie bilden sollten, gab er einen Teil des Erwerbs an die wichtigsten Männer in seiner Umgebung weiter. Harcourt bei Brionne und die Grafschaft Pont-Audemer kamen so an Bernhard den Dänen, einen seiner Verwandten und Ahnherrn des Hauses Harcourt. Bernhards Urenkel Anquetil ist der erste, der sich (zu Beginn des 11. Jahrhunderts) nach dem Besitz benannte.

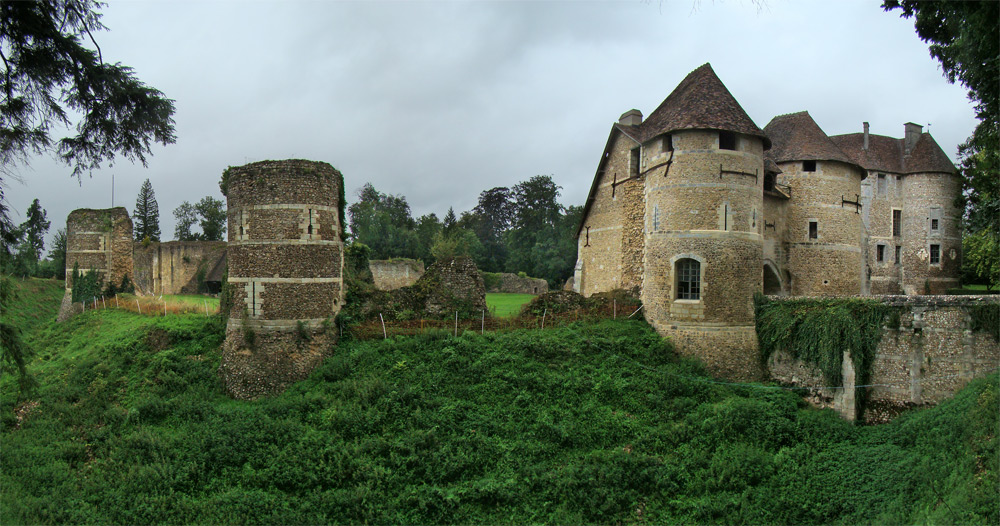
Château d’Harcourt

Anquetils Neffe Robert I. d’Harcourt ließ das Château d’Harcourt bauen und machte aus seiner Familie zu einer der ersten in der Normandie. Sein Enkel Robert II. d’Harcourt erwarb die Herrschaft Elbeuf. Nach der Eroberung der Normandie durch die Franzosen 1204 und die nachfolgenden Enteignungen waren die Harcourt üblicherweise die Führer der Adelsopposition in der Normandie. Jean II. d’Harcourt, Marschall von Frankreich, besser bekannt als Jean Le Preux, erwarb durch seine Ehe mit Jeanne, der Erbin der Vizegrafschaft Châtellerault, das Château der Vizegrafen in Chauvigny, das bald nach dem neuen Besitzer Château d’Harcourt genannt wurde und bis 1447 bei der Familie blieb.
Die Herren und Grafen von Harcout aus dem normannischen Haus starben 1452 in männlicher Linie mit Jean VII. d’Harcourt aus. Die Grafschaft ging an dessen zweite Tochter, Jeanne d’Harcourt, † 1456, die mit Jean III. de Rieux, † 1431, verheiratet war, und deren Nachkommen aus dem Haus Rieux. Die übergangene ältere Tochter, Marie und ihr Ehemann Antoine de Lorraine, Graf von Vaudémont, erhielten die Herrschaft Elbeuf, beanspruchten jedoch auch Harcourt für sich, ebenso wie deren Sohn Jean. Ein Jahrhundert später ging Harcourt mangels männlicher Nachkommen in weiblicher Erbfolge doch noch an die Lothringer, jetzt an deren Nebenlinie, die Guise; diese Linie starb 1747 aus.
Neben der Grafschaft Harcourt gab es ab dem Jahr 1700 noch ein Herzogtum Harcourt, das territorial mit der alten Grafschaft nichts gemein hatte. Das Herzogtum wurde durch Zusammenlegung des Marquisats de La Mothe und des Marquisats Thury (heute Thury-Harcourt) geschaffen. Der Titel wurde 1709 um dem eines Pair von Frankreich ergänzt. Inhaber des Titels war eine jüngere Linie des Hauses Harcourt, die von Philippe d’Harcourt, † 1403, Seigneur de Bonnétable, abstammte, einem Sohn von Jean V. d'Harcourt. Innerhalb dieser Familie wurden für die jüngeren Söhne die Titel eines Comte d’Harcourt sowie eines Vicomte d’Harcourt benutzt. Der Titel Marquis d’Harcourt wurde 1817 – verbunden mit dem eines Pair de France – separat vergeben.

## Herren von Harcourt

### Haus Harcourt
- um 911 – um 950: Bernhard der Däne, 943 Regent der Normandie; ⚭ Sprota von Burgund
- um 950 – um 960: Torf, Baron de Tourville, dessen Sohn; ⚭ Ertemberge de Bricquebec
- um 960 – um 1020: Turquetil; ⚭ Anceline de Montfort-sur-Risle
- um 1020 – nach 1066: Anquetil d’Harcourt, dessen Sohn; ⚭ Ève de Boissey
- nach 1066 – nach 1078: Errand d’Harcourt, dessen Bruder; ⚭ Emme d'Estouteville (Haus Estouteville)
- nach 1078 – nach 1100: Robert I. d’Harcourt, dessen Sohn; ⚭ Colette d'Argouges.
- nach 1100 – nach 1124: Guillaume d’Harcourt, dessen Sohn; ⚭ Hue d'Amboise.

- nach 1124–1212: Robert II. d’Harcourt, Herr von Elbeuf, dessen Sohn; ⚭ 1179 Jeanne de Meulan.
- 1212–1239: Richard d’Harcourt, † 1239, dessen Sohn; 1213 Jeanne de la Roche-Tesson, Erbin der Vizegrafschaft Saint-Sauveur
- 1239–1288: Jean I. d’Harcourt, † 1288, dessen Sohn; ⚭ Alix de Beaumont
- 1288–1302: Jean II. d’Harcourt, † 1302, Marschall von Frankreich, Admiral von Frankreich, dessen Sohn; ⚭ I Agnes von Lothringen, Tochter von Friedrich III., Herzog von Lothringen (Haus Châtenois); ⚭ II Jeanne de Châtellerault
- 1302–1329: Jean III. d’Harcourt, † 1329, dessen Sohn aus zweiter Ehe; ⚭ Alix de Brabant
- 1329–1338: Jean IV. d'Harcourt, † 1346, 1338 Graf von Harcourt, dessen Sohn

## Grafen von Harcourt

### Haus Harcourt
- 1338–1346: Jean IV. d’Harcourt, † 1346; ⚭ Isabeau de Parthenay, dame de Vibraye, de Montfort-le-Rotrou, d’Aspremont et de Bonnétable
- 1346–1355: Jean V. d’Harcourt, † 1355, dessen Sohn; ⚭ Blanche de Ponthieu, Gräfin von Aumale
- 1355–1389: Jean VI. d’Harcourt, † 1389, dessen Sohn; ⚭ 1359 Catherine de Bourbon, † 1427, Tochter von Peter I., Herzog von Bourbon
- 1389–1452: Jean VII. d’Harcourt, † 1452, dessen Sohn; ⚭ 1390 Marie d’Alençon, † 1417, Tochter von Peter II., Graf von Alençon
- 1452–1456: Jeanne d’Harcourt, † 1456, dessen Tochter⚭ 1414 Jean III. de Rieux, † 1431, Seigneur de Rochefort

Da der Sohn von Jean VII. 1424 gestorben war, ging die Grafschaft Harcourt an seine zweite Tochter Jeanne d’Harcourt, † 1456, die mit Jean III. de Rieux, † 1431, verheiratet war, und deren Nachkommen. Die übergangene ältere Tochter, Marie und ihr Ehemann Antoine de Lorraine, Graf von Vaudémont, beanspruchten Harcourt für sich, ebenso wie deren Sohn Jean.

### Haus Rieux
- 1456–1458: François de Rieux († 1458), deren Sohn; ⚭ 1442 Jeanne de Rohan
- 1458–1518: Jean IV. de Rieux († 1518), dessen Sohn; ⚭ Isabelle de Brosse, † 1527, Tochter von Jean II. de Brosse, Graf von Penthièvre
- 1518–1532: Claude de Rieux († 1532), dessen Sohn; ⚭ Suzanne de Bourbon († 1570), Tochter von Louis de Bourbon und Louise de Bourbon-Montpensier
- 1532–1557: Henri de Rieux († 1557), dessen Sohn, ohne Nachkommen
- 1557–1570: Louise de Rieux († 1570), dessen Schwester; ⚭ René II. de Lorraine, marquis d’Elbeuf († 1566)

### Haus Guise
- 1566–1605: Charles I. de Lorraine, † 1605, Herzog von Elbeuf, Begründer des Hauses Guise, dessen Sohn; ⚭ 1583 Marguerite de Chabot, † 1652
- 1601–1666: Henri de Lorraine, † 1666, dessen Sohn

- 1666–1694: François Louis de Lorraine, † 1694, dessen Neffe, Comte d'Harcourt, genannt „Prince d'Harcourt“, Sohn von Charles II. de Lorraine, Herzog von Elbeuf, und Catherine Henriette de Bourbon; ⚭ 1645 Anne d’Ornano, † 1695
- 1694–1719: Alphonse Henri Charles de Lorraine, † 1719, Comte d'Harcourt, genannt „Prince d'Harcourt“, dessen Sohn; ⚭ 1667 Françoise de Brancas, † 1715
- 1719–1739: Joseph de Lorraine, † 1739, Comte d'Harcourt, genannt „Prince d’Harcourt“, dessen Sohn; ⚭ 1705 Maria Luisa Christina Johanna von Kastilien, † 1736
- 1739–1747: Louis Marie Léopold de Lorraine, † 1747, Comte d'Harcourt, genannt „Prince d’Harcourt“, dessen Sohn

## Herzogtum Harcourt
Harcourt wurde im Jahr 1700 als Herzogstitel einer jüngeren Linie des Hauses Harcourt gegeben, ohne dass eine territoriale Verbindung zur alten Grafschaft Harcourt vorhanden war. Das Herzogtum wurde durch Zusammenlegung des Marquisats de La Mothe und des Marquisats Thury geschaffen. Der Titel wurde 1709 um dem eines Pair von Frankreich ergänzt.

### Herzog von Harcourt

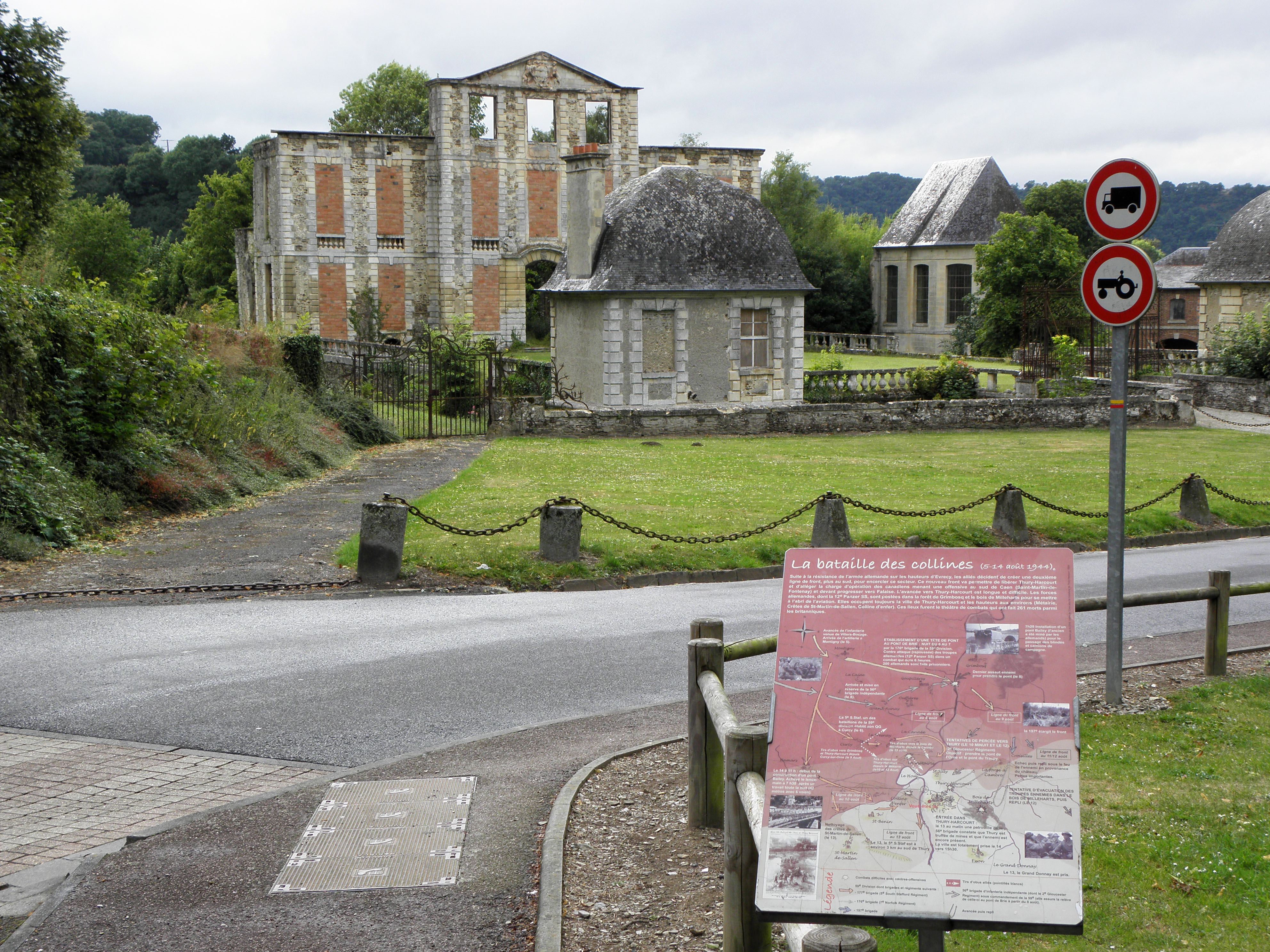
Château de Thury-Harcourt, während der Schlacht um Caen 1944 zerstört

- 1700–1718: Henry d’Harcourt, † 1718, Marschall von Frankreich, 1. Duc d’Harcourt; 1687 Marie Anne Claude de Brulart de Genlis, † 1750
- 1700–1750: François, † 1750, Marschall von Frankreich, 2. Duc d’Harcourt, dessen Sohn; ⚭ I 1716 Marguerite Sophie Louise de Neufville, † 1716, ⚭ II 1717 Marie Madeleine Le Tellier, † 1735 (Le Tellier de Louvois)
- 1750–1750: Louis Abraham d’Harcourt, 3. Duc d'Harcourt, † 1750, dessen Bruder, bis 1747 Domdechant von Paris
- 1750–1783: Anne Pierre d’Harcourt, 4. Duc d'Harcourt, † 1783, dessen Bruder; ⚭ 1725 Eulalie de Beaupoil de Sainte-Aulaire, † 1738
- 1783–1802: François-Henri d’Harcourt, † 1802, Marschall von Frankreich, 5. Duc d’Harcourt, dessen Sohn; ⚭ 1752 Françoise Cathérine d’Aubusson de la Feuillade, † 1815
  - Anne François, † 1797, 1. Duc de Beuvron, dessen Bruder
- 1802–1839: Marie François, † 1839, 2. Duc de Beuvron, 6. Duc d'Harcourt, dessen Neffe; ⚭ 1780 Madeleine Jacqueline Le Veneur de Tillières, † 1825
- 1839–1840: Alphonse Aymar François, † 1840, 7. Duc d’Harcourt, 3. Duc de Beuvron, dessen Sohn
- 1840–1846: François Eugène Gabriel, † 1865, 8. Duc d’Harcourt, 4. Duc de Beuvron, dessen Bruder; 1807 Aglaé Terray, † 1867
  - Henri Marie Nicolas, † 1846, Marquis d’Harcourt, dessen Sohn; ⚭ 1829 Slanie de Choiseul-Praslin, † 1843
- 1846–1895: Charles François Marie, † 1895, 9. Duc d’Harcourt, 5. Duc de Beuvron, dessen Sohn; ⚭ 1862 Marie, † 1916, Comtesse de Mercy-Argenteau
- 1895–1908: Henri Eugène François Marie, † 1908, 10. Duc d’Harcourt, 6. Duc de Beuvron, dessen Sohn; ⚭ 1892 Marie de la Rochefoucauld, † 1952
- 1908–1997: Charles Jean Marie, † 1997, 11. Duc d’Harcourt, 7. Duc de Beuvron, dessen Sohn; ⚭ I 1927 Antoinette Gérard, † 1958; ⚭ II 1961 Maria Teresa de Zayas
- seit 1997: François Henri, 12. Duc d’Harcourt, 8. Duc de Beuvron, dessen Sohn

### Marquis d'Harcourt
- 1817–1820: Charles-Louis-Hector d’Harcourt aus der Linie der Marquis d’Olonde, † 1820, Marquis d'Harcourt; ⚭ 1767 Anne Louise Catherine d’Harcourt, † 1823, Schwester von Marie-François, Duc d’Harcourt
- 1820–1831: Amédée Louis Charles François, † 1831, Marquis d’Harcourt, dessen Sohn; ⚭ 1800 Elisabeth Sophie d'Harcourt, † 1846
- 1831–1846: William Bernard, † 1846, Marquis d’Harcourt, dessen Sohn; ⚭ 1837 Harriet Cavendish, † 1898
- 1846–1883: George, † 1883, Marquis d’Harcourt, dessen Bruder; ⚭ 1841 Jeanne Paule de Beaupoil de Sainte-Aulaire, † 1893
- 1883–1914: Bernard Pierre Louis, † 1914, Marquis d’'Harcourt, dessen Sohn; ⚭ 1871 Marguerite Armande de Gontaut-Biron, † 1953
- 1914–1970: Etienne, † 1970, Marquis d’Harcourt, dessen Sohn, ⚭ 1914 Marie de Curel
- 1970–1984: Bernard, † 1984, Marquis d’Harcourt, dessen Sohn; ⚭ 1946 Elizabeth Blanche de Caumont La Force
- seit 1984: Jean, dessen Sohn

### Graf von Harcourt
Diesen Titel trugen jüngere Söhne aus der Familie der Herzöge von Harcourt und der Marquis d’Harcourt:
- Henri Claude, † 1769, Comte d’Harcourt, Sohne von Henry, Duc d’Harcourt
- Jean, † 1891, Comte d’Harcourt, Sohn von François Eugène Gabriel, Duc d’Harcourt
- Charles Marie Pierre, † 1921, Comte d’Harcourt, Sohn von Henri Marie Nicolas, Duc d’Harcourt
- Victor d’Amédée Constant, † 1935, Comte d’Harcourt, dritter Sohn von Amédée Louis Charles François, Marquis d’Harcourt
- Louis, Comte d’Harcourt, vierter Sohn von Amédée Louis Charles François, Marquis d’Harcourt
- Charles Felix Marie, † 1956, Comte d’Harcourt, Sohn von Charles François Marie, Duc d’Harcourt

### Vicomtes d’Harcourt
Dieser Titel wurde vom zweiten Sohn des Marquis d’Harcourt getragen:
- Emanuel Claude, Vicomte d’Harcourt, † 1840, Sohn von Charles Louis Hector, Marquis d’Harcourt
- Emanuel, † 1928, Vicomte d’Harcourt, Sohn von Amédée Louis Charles François, Marquis d’Harcourt
- Amaury, Vicomte d’Harcourt, Sohn von Etienne, Marquis d’Harcourt